# Callanthias parini
Callanthias parini är en fiskart som beskrevs av Anderson och Johnson, 1984. Callanthias parini ingår i släktet Callanthias och familjen Callanthiidae. Inga underarter finns listade.